# Zwartstaartdoornhaai
De zwartstaartdoornhaai (Squalus melanurus) is een vis uit de familie van doornhaaien (Squalidae) en behoort derhalve tot de orde van doornhaaiachtigen (Squaliformes). De vis kan een lengte bereiken van 75 centimeter. 

## Leefomgeving
De zwartstaartdoornhaai is een zoutwatervis. De vis prefereert diep water en leeft hoofdzakelijk in de Grote Oceaan. De soort komt voor op dieptes tussen 320 en 340 meter.

## Relatie tot de mens
De zwartstaartdoornhaai is voor de visserij van geen belang. In de hengelsport wordt er weinig op de vis gejaagd. 